# Спорт в Будённовске

Яхтклуб на озере Буйвола

Городской стадион

Массовое спортивно-физкультурное движение в городе Будённовске стало развиваться с середины 1920-х годов благодаря деятельности Андрея Михайловича Кузнецова. Под его руководством был создан и укомплектован гимнастическими снарядами (турник, кольца, трапеция, конь, козёл, гантели) спортклуб в доме на углу улицы Базарной (ныне сквер имени Кочубея). На примыкающем к дому пустыре размечено футбольное поле, беговые дорожки, площадки для прыжков в длину и высоту. Создан спортивный комплекс в состав которого вошли турник, канат, шест, кольца, трапеция. По периметру стадиона устроены деревянные скамейки. Кузнецов также обеспечил молодёжь спортивно-просветительской литературой: книгами Мюллера «10 минут в день», «20 минут в день».
Летом каждое воскресенье и в праздничные дни на стадионе проводились спортивные игры, футбольные соревнования, массовые физкультурные представления. Зимой занятия проводились в помещении спортклуба.

## Современное спортивное движение
По данным 2009 года 65 % учащихся школ регулярно занимаются спортом. В настоящее время в городе развиваются и поддерживаются следующие виды спорта — футбол, волейбол, баскетбол, мини-футбол, стритбол, тяжёлая и лёгкая атлетика, бокс, рукопашный бой, каратэ, настольный и большой теннис, мотоспорт, шахматы, шашки, городошный и парусный спорт, плавание, спортивно-бальные танцы.

## Спортсмены и достижения
- В 1981 году абсолютным чемпионом РСФСР по боксу стал уроженец Прикумска (Будённовск), представлявший алтайский город Барнаул Колганов Валентин Васильевич 1961 года рождения. Победив в 1982—1983 годах в пяти подряд представительных международных турнирах по боксу, Валентин Колганов стал мастером спорта международного класса, человеком-легендой Барнаула. Ныне работает полковником УВД г. Будённовска Ставропольского края, руководитель подразделения «Антитеррор»[4].

## Клубы и спортивные организации
- Городской стадион «Юность», вместимостью 3000 зрителей.
- Городской плавательный бассейн.
- Учебно-спортивный центр «Багира».
- Ведущий футбольный клуб Будённовска «Жемчужина-Лукойл», основанный в 1991 году, после серии хороших игр в зоне «Юг» с 2002 по 2004 выступал во втором дивизионе. Однако 26 января 2005 года от дальнейшего участия в соревнованиях отказался.
- Детско-юношеская спортивная школа «Атлант», существует с 2003 года[5].

## Примечание
1. ↑  Р. Е. Аджимамедов «Страницы истории Прикумья с древнейших времён», Будённовск, 1992
2. ↑  Официальный интернет-портал Ставропольского края, муниципальное образование город Будённовск. Дата обращения: 2 апреля 2011. Архивировано из оригинала 5 января 2010 года.
3. ↑  Спортивное движение (недоступная ссылка)
4. ↑  Валентин Колганов-легенда Барнаула Архивировано 22 июля 2009 года.
5. ↑  Будённовская ДЮСШ